# 1. Liga Floorball (Tschechien)
Die 1. Liga ist die zweithöchste Spielklasse im Floorball (Unihockey) Tschechiens. Sie wird seit der Einführung der Livesport Superliga als deren Unterbau betrieben, zuvor trug Tschechiens höchste Floorballliga den Namen 1. Liga. 2024/25 spielen 14 Mannschaften in der Hauptrunde. Die besten zehn Mannschaften qualifizieren sich am Ende der Hauptrundensaison für die Play-offs, bei der dann letztendlich der Meister ermittelt wird, der direkt in die Livesport Superliga aufsteigt. Der Zweitplatzierte spielt eine zusätzliche Relegation um den Aufstieg gegen den Vorletzten der Livesport Superliga.

## Mannschaften 2024/25
In der Saison 2024/25 sind 14 Mannschaften in der 1. Liga vertreten:
| Mannschaft                 | Heimatstadt    |
| -------------------------- | -------------- |
| Butchis                    | Prag           |
| FBŠ Hattrick Brno          | Brünn          |
| Florbal Ústí               | Ústí nad Labem |
| Panthers Otrokovice        | Otrokovice     |
| TJ Znojmo                  | Znojmo         |
| Torpedo Havířov            | Havířov        |
| FbC Hradec Králové         | Hradec Králové |
| FBC Vikings Kopřivnice     | Kopřivnice     |
| FBŠ Slavia Plzeň           | Pilsen         |
| Florbal Chomutov           | Chomutov       |
| ASK Orka Stará Boleslav    | Stará Boleslav |
| FBC Štíři České Budějovice | Budweis        |
| Sokol Brno I. Gullivers    | Brünn          |
| Florbal Náchod             | Náchod         |